# قانون سياسة الطاقة لعام 1992
قانون سياسة الطاقة لعام 1992 يعد قانون سياسة الطاقة، الذي بدأ سريانه في 24 أكتوبر 1992 بعد موافقة الكونجرس قانونًا للحكومة الأمريكية.

## نبذة
أقره الكونغرس وحدد الأهداف وعدّل قوانين المرافق لزيادة استخدام الطاقة النظيفة وتحسين الكفاءة الإجمالية للطاقة في الولايات المتحدة. يتكون القانون من سبعة وعشرون مادة تتضمن تفاصيل التدابير المختلفة المصممة لتقليل اعتماد الدولة على الطاقة المستوردة، وتوفير حوافز للطاقة النظيفة والمتجددة، وتعزيز الحفاظ على الطاقة في المباني.